# Bazilika sv. Marije iznad Minerva
Bazilika sv. Marije iznad Minerva, (tal. La basilica di santa Maria sopra Minerva, lat. basilica Sanctae Mariae supra Minervam), je manja bazilika u Rimu koja se nalazi u četvrti Pigna, na Piazza della Minerva, u blizini Panteona.

## Povijest
Godine 1280. dominikanci su započeli gradnju velike gotičke crkve s tri lađe, zahvaljujući sredstvima vjernika i pomoći papa Bonifacije VIII. (1294. – 1303.). Arhitekte je nadahnula bazilika Santa Maria Novella u Firenci, međutim, uvelike su ju pojednostavili. Radovi su se nastavili do 1453. godine, kada je nasvođena glavna lađa, dok su bočne završene stoljeće ranije. Također 1453. godine, grof Francesco Orsini naredio je izgradnju fasade o svom trošku. Međutim, ostala je nedovršena u izloženoj opeci do 1725. godine, kada je njena gradnja završena po nalogu pape Benedikta XIII. (1724. – 1730.). Godine 1600. godine mnogi su unutarnji radovi, uključujući zaobljenu transformaciju šiljastih lukova brodova, dali crkvi barokni izgled. Crkva je kardinalska naslovna crkva od 1557. godine. Prvi naslovni kardinal bio je Michele Ghislieri, koji je kasnije postao papa Pio V. Postavši papom 1566. godine, crkvu je uzdigao u status manje bazilike. Između 1848. i 1855. Girolamo Bianchedi vodio je važne restauratorske radove, tijekom kojih je većina baroknih dodataka srušena, dok su goli zidovi obogaćeni neogotičkim freskama. Godine 1909. u bazilici su postavljene veličanstvene orgulje, koje su obnovljene 1999. godine.

## Grobnice
U bazilici se nalaze posmrtni ostaci mnogih slavnih osoba, papa, kardinala i drugih:
- Sveta Katarina Sijenska, (†1380.)
- Fra Angelico, blaženik i slikar
- Lav X. (†1521.), papa
- Klement VII. (†1534.), papa
- Pavao IV. (†1559.), papa
- Urban VII. (†1590.), papa
- Benedikt XIII. (†1730.), papa
- Nikolaus von Schönberg, kardinal (†1537.)
- Pietro Bembo, kardinal, pjesnik, humanist
- Tommaso De Vio, kardinal
- Francesco Gaude, kardinal
- Latino Malabranca Orsini, kardinal
- Michele Mazzarino, kardinal
- Matteo Orsini, kardinal
- Clemente Micara, kardinal
- Laudivio Zacchia, kardinal
- Guglielmo Durand, biskup Mende
- Diotisalvi Neroni, političar
- Mariano Santo, fizičar i liječnik
- Giorgio di Trebisonda, bizantinski filozof i humanist
- Uberto (Roberto) Strozzi, književnik
- Loreto Vittori, kompozitor i pjevač
- Filarete, arhitekt i kipar
- Andrea Bregno, kipar